# 川辺俊介
川辺 俊介（かわべ しゅんすけ、7月31日 - ）は、日本の男性声優。神奈川県出身。
以前はケッケコーポレーション、レオパード・スティールに所属していた。

## 出演
太字はメインキャラクター。

### テレビアニメ
2011年
- うたの☆プリンスさまっ♪ マジLOVE1000%（司会、生徒、男子生徒、仲間の男、病院内アナウンス）
- Persona4 the ANIMATION

2012年
- アマガミSS+（真壁）

2014年
- ハマトラ（ノビカワ）

2015年
- 暗殺教室（2015年 - 2016年、木村正義） - 2シリーズ
- 銀魂゜（教徒）
- 乱歩奇譚 Game of Laplace（ミヤマ）

2017年
- ようこそ実力至上主義の教室へ（2017年 - 2024年、外村秀雄） - 3シリーズ

2018年
- 夢王国と眠れる100人の王子様（ドーマウス）

### OVA
- ファンタジスタ ステラ（2014年、大久保塁）

### 吹き替え
- メジャークライムス シーズン1

### ドラマCD
- Re:quartz（ミズカミナオ）
- 愛の武将 直江兼続
- 噂屋

### ゲーム
2014年
- エンケルトビレット
- Re;quartz（ミズカミナオ）

2015年
- XAOC
- 夢王国と眠れる100人の王子様（ドーマウス）

2016年
- 暗殺教室 アサシン育成計画!!（木村正義）

2018年
- 銀魂乱舞（春雨、辰羅、幕府軍、伊賀忍軍）

2021年
- Re;quartz零度（ミズカミ）

## ディスコグラフィ

### キャラクターソング
| 発売日  | 商品名                                     | 歌     | 楽曲             | 備考                           |
| 2016年  | 2016年                                     | 2016年 | 2016年           | 2016年                         |
| ------- | ------------------------------------------ | ------ | ---------------- | ------------------------------ |
| 9月28日 | 暗殺教室 ベストアルバム ～Music Memories～ | 3年E組 | 「旅立ちのうた」 | テレビアニメ『暗殺教室』挿入歌 |

### シリーズ一覧
1. ↑  第1期（2015年）、第2期（2016年）
2. ↑  第1期（2017年）、第2期『2nd Season』（2022年）、第3期『3rd Season』（2024年）

### ユニットメンバー
1. ↑  赤羽業（岡本信彦）、磯貝悠馬（逢坂良太）、岡島大河（内藤玲）、岡野ひなた（田中美海）、奥田愛美（矢作紗友里）、片岡メグ（松浦チエ）、茅野カエデ（洲崎綾）、神崎有希子（佐藤聡美）、木村正義（川辺俊介）、倉橋陽菜乃（金元寿子）、潮田渚（渕上舞）、菅谷創介（宮下栄治）、杉野友人（山谷祥生）、竹林孝太郎（水島大宙）、千葉龍之介（間島淳司）、寺坂竜馬（木村昴）、中村莉桜（沼倉愛美）、狭間綺羅々（斎藤楓子）、速水凛香（河原木志穂）、原寿美鈴（日野未歩）、不破優月（植田佳奈）、前原陽斗（浅沼晋太郎）、三村航輝（高橋伸也）、村松拓哉（はらさわ晃綺）、矢田桃花（諏訪彩花）、吉田大成（下妻由幸）、律（藤田咲）、堀部糸成（緒方恵美）